# Raymond Herrera
 (novembre 2008).
Si vous disposez d'ouvrages ou d'articles de référence ou si vous connaissez des sites web de qualité traitant du thème abordé ici, merci de compléter l'article en donnant les références utiles à sa vérifiabilité et en les liant à la section « Notes et références ».
Raymond Herrera, né le 18 décembre 1972, est un batteur américain connu pour avoir été le batteur ainsi qu'un des membres fondateurs du groupe de metal industriel américain Fear Factory.
Il a un style de batterie puissant et original qui a donné à Fear Factory un son caractéristique et une certaine renommée à travers le monde. Il utilise très fréquemment ses deux bass drums dont le son est très reconnaissable.